# Liste de jeux de stratégie au tour par tour
La liste de jeux de stratégie au tour par tour répertorie des jeux vidéo de stratégie au tour par tour. Comme leur nom l’indique, ces derniers sont des jeux vidéo de stratégie dont l’action se déroule au tour par tour et dans lesquels le joueur doit donc « attendre son tour » pour jouer. Cela implique, par opposition avec un jeu de stratégie en temps réel, que le jeu se focalise moins sur l’action et plus sur la prise de décision. Ils se caractérisent également par la gestion des ressources. Les joueurs disposent en effet d’une quantité limitée de ressources ce qui les pousse à réfléchir à la manière optimale de les utiliser. Cette définition exclut de cette liste les wargames au tour par tour qui visent à simuler un conflit armée en s’appuyant sur la réalité historique, ou sur une alternative concevable de la réalité historique, et dont l’action se focalisent uniquement sur les combats. Elle exclut également les jeux de tactique au tour par tour et les tactical RPG, dont l’action se focalise également sur les combats, qui sont généralement considéré comme des genres distincts du jeu de stratégie au tour par tour et qui font l’objet de listes dédiées. Elle inclut en revanche les jeux 4X et les jeux de grande stratégie au tour par tour.

## Liste
| Année | Titre                                              | Développeur               | Éditeur                     | Thème           | Sous-genre       | Plate-forme                                |
| ----- | -------------------------------------------------- | ------------------------- | --------------------------- | --------------- | ---------------- | ------------------------------------------ |
| 1977  | Empire                                             | Walter Bright             |                             | Moderne         |                  | PDP-10                                     |
|       |                                                    |                           |                             |                 |                  |                                            |
| 1979  | Galaxy                                             | Tom Cleaver               | Avalon Hill                 | Science-fiction |                  | Apple II, Atari 8-bit, TRS-80, PET         |
|       |                                                    |                           |                             |                 |                  |                                            |
| 1981  | Utopia                                             | Don Daglow                | Mattel                      | Moderne         |                  | Intellivision                              |
|       |                                                    |                           |                             |                 |                  |                                            |
| 1982  | Andromeda Conquest                                 | David Peterson            | Avalon Hill                 | Science-fiction |                  | Apple II, Atari 8-bit, C64, IBM PC, TRS-80 |
|       |                                                    |                           |                             |                 |                  |                                            |
| 1983  | Archon: The Light and the Dark                     | Free Fall Associates      | Electronic Arts             | Fantasy         |                  | Atari 8-bit                                |
| 1983  | Cosmic Balance II                                  | Paul Murray               | Strategic Simulations       | Science-fiction |                  | Apple II, Atari 8-bit                      |
| 1983  | Fortress                                           | J. Templeman, P. Denbrook | Strategic Simulations       | Absrait         |                  | Apple II, Atari 8-bit, C64                 |
| 1983  | M.U.L.E.                                           | Dan Bunten                | Electronic Arts             | Science-fiction |                  | Atari 8-bit, C64                           |
| 1983  | Nobunaga's Ambition                                | Koei                      | Koei                        | Médiéval        | Grande stratégie |                                            |
| 1983  | Reach for the Stars,                               | Strategic Studies Group   | Strategic Studies Group     | Science-fiction | Jeu 4X           | Apple II, C64                              |
|       |                                                    |                           |                             |                 |                  |                                            |
| 1984  | Archon II: Adept                                   | Free Fall Associates      | Electronic Arts             | Science-fiction |                  | Apple II, Atari 8-bit, C64                 |
| 1984  | Imperium Galactum                                  | Paul Murray               | Strategic Simulations       | Science-fiction |                  | Apple II, Atari 8-bit, C64                 |
| 1984  | Lordlings of Yore                                  | Jon Baxley, Trey Johnson  | Softlore Corporation        | Fantasy         |                  | Apple II                                   |
| 1984  | Strategic Conquest                                 | Peter Merrill             | Delta Tao Software          | Historique      |                  | Apple II, Macintosh                        |
|       |                                                    |                           |                             |                 |                  |                                            |
| 1985  | Colonial Conquest                                  | Dan Cermak                | Strategic Simulations       | Historique      |                  | Apple II, Atari 8-bit, C64, Atari ST       |
| 1985  | Incunabula                                         | Steve Estvanik            | Avalon Hill                 | Historique      |                  | IBM PC                                     |
| 1985  | Romance of the Three Kingdoms                      | Koei                      | Koei                        | Médiéval        | Grande stratégie |                                            |
|       |                                                    |                           |                             |                 |                  |                                            |
| 1986  | Lords of Conquest                                  | Eon Software              | Electronic Arts             | Médiéval        |                  | Apple II, C64, IBM PC                      |
| 1986  | Roadwar 2000                                       | Strategic Simulations     | Strategic Simulations       | Science-fiction |                  | Apple II, Amiga, Atari ST, C64, IBM PC     |
|       |                                                    |                           |                             |                 |                  |                                            |
| 1987  | Anacreon: Reconstruction 4021                      | George Moromisato         | Thinking Machine            | Science-fiction |                  | IBM PC                                     |
| 1987  | Empire: Wargame of the Century                     | Walter Bright             | Interstel Corporation       | Moderne         |                  | Apple II, Amiga, Atari ST, C64, IBM PC     |
| 1987  | Genghis Khan                                       | Koei                      | Koei                        | Médiéval        | Grande stratégie |                                            |
| 1987  | Roadwar Europa                                     | Strategic Simulations     | Strategic Simulations       | Science-fiction |                  | Apple II, Amiga, Atari ST, C64, IBM PC     |
|       |                                                    |                           |                             |                 |                  |                                            |
| 1988  | Stellar Crusade                                    | Norm Koger                | Strategic Simulations       | Science-fiction | Jeu 4X           | Apple II, Atari 8-bit, C64, IBM PC, TRS-80 |
|       |                                                    |                           |                             |                 |                  |                                            |
| 1989  | Bandit Kings of Ancient China                      | Koei                      | Koei                        | Médiéval        | Grande stratégie |                                            |
| 1989  | L'Empereur                                         | Koei                      | Koei                        | Historique      | Grande stratégie |                                            |
| 1989  | Nobunaga's Ambition II                             | Koei                      | Koei                        | Médiéval        | Grande stratégie |                                            |
| 1989  | Nuclear War                                        | New World Computing       | New World Computing         | Moderne         |                  | Amiga, IBM PC                              |
| 1989  | Romance of the Three Kingdoms II                   | Koei                      | Koei                        | Médiéval        | Grande stratégie |                                            |
| 1989  | Warlords                                           | Strategic Studies Group   | Strategic Studies Group     | Fantasy         |                  | Amiga, IBM PC, Mac                         |
|       |                                                    |                           |                             |                 |                  |                                            |
| 1990  | Centurion: Defender of Rome                        | Bits of Magic             | Electronic Arts             | Antiquité       |                  | Amiga, IBM PC                              |
| 1990  | Feudal Lords                                       | Jacek Bochenski           | Impressions Games           | Médiéval        |                  | Amiga, Atari ST, IBM PC                    |
| 1990  | Imperium                                           | Electronic Arts           | Electronic Arts             | Science-fiction | Jeu 4X           | Amiga, Atari ST, IBM PC                    |
| 1990  | Khalaan                                            | Chip                      | Titus Software Interactive  |                 |                  | Amiga, Atari ST, IBM PC                    |
| 1990  | King's Bounty                                      | New World Computing       | New World Computing         | Fantasy         | Jeu 4X           | Amiga, C64, IBM PC                         |
| 1990  | Nobunaga's Ambition III                            | Koei                      | Koei                        | Médiéval        | Grande stratégie |                                            |
|       |                                                    |                           |                             |                 |                  |                                            |
| 1991  | Advanced Daisenryaku: Deutsch Dengeki Sakusen      | Sega / System Soft        | Sega                        |                 |                  | Mega Drive                                 |
| 1991  | Armada 2525                                        | Robert T. Smith           | Interstel Corporation       | Science-fiction |                  | IBM PC                                     |
| 1991  | Civilization                                       | MicroProse                | MicroProse                  | Historique      | Jeu 4X           | Amiga, Atari ST, IBM PC, Mac               |
| 1991  | Lost Admiral                                       |                           | Quantum Quality Productions | Moderne         |                  | IBM PC                                     |
| 1991  | Medieval Lords: Soldier Kings of Europe            | Martin Campion            | Strategic Simulations       | Médiéval        |                  | C64, IBM PC                                |
| 1991  | Spaceward Ho!                                      | Delta Tao Software        | Delta Tao Software          | Science-fiction | Jeu 4X           | Amiga, IBM PC, Mac                         |
| 1991  | VGA Planets,                                       | Tim Wisseman              |                             | Science-fiction | Jeu 4X           | PC                                         |
|       |                                                    |                           |                             |                 |                  |                                            |
| 1992  | Battles of Destiny                                 | Holistic Design           | Quantum Quality Productions |                 |                  | IBM PC                                     |
| 1992  | Conquered Kingdoms                                 | Fogstone Games            | Quantum Quality Productions | Fantasy         |                  | IBM PC                                     |
| 1992  | Genghis Khan II                                    | Koei                      | Koei                        | Médiéval        | Grande stratégie |                                            |
| 1992  | Global Conquest                                    | Ozark Softscape           | MicroProse                  | Moderne         |                  | IBM PC                                     |
| 1992  | Pax Imperia                                        | Changeling Software       | Changeling Software         | Science-fiction | Jeu 4X           | Mac                                        |
| 1992  | Romance of the Three Kingdoms III                  | Koei                      | Koei                        | Médiéval        | Grande stratégie |                                            |
| 1992  | Steel Empire                                       | Silicon Knights           | Strategic Simulations       | Fantasy         |                  | Amiga, Atari ST, IBM PC                    |
|       |                                                    |                           |                             |                 |                  |                                            |
| 1993  | Empire Deluxe                                      | Mark Baldwin              | New World Computing         | Moderne         |                  | PC                                         |
| 1993  | Fantasy Empires                                    | Silicon Knights           | Strategic Simulations       | Fantasy         |                  |                                            |
| 1993  | Genesia                                            | Microïds                  | Mindscape                   | Fantasy         |                  | Amiga, PC                                  |
| 1993  | Liberty or Death                                   | Koei                      | Koei                        | Historique      | Grande stratégie |                                            |
| 1993  | Master of Orion,                                   | Simtex Software           | MicroProse                  | Science-fiction | Jeu 4X           | PC, Mac                                    |
| 1993  | Merchant Prince                                    | Holistic Design           | Quantum Quality Productions | Historique      |                  | PC                                         |
| 1993  | Warlords II                                        | Strategic Studies Group   | Strategic Studies Group     | Fantasy         |                  | PC                                         |
|       |                                                    |                           |                             |                 |                  |                                            |
| 1994  | Archon Ultra                                       | Free Fall Associates      | Strategic Simulations       | Fantasy         |                  | PC                                         |
| 1994  | Colonization                                       | MicroProse                | MicroProse                  | Historique      | Jeu 4X           | PC, Amiga, Mac                             |
| 1994  | Dark Legions                                       | Silicon Knights           | Strategic Simulations       | Fantasy         |                  | PC                                         |
| 1994  | Galactic Civilizations                             | Brad Wardell              | Stardock                    | Science-fiction | Jeu 4X           | Mac OS                                     |
| 1994  | Hammer of the Gods                                 | Holistic Design           | New World Computing         | Historique      |                  | PC                                         |
| 1994  | Legions                                            | Mindscape                 | Mindscape                   | Antiquité       |                  | PC                                         |
| 1994  | Lords of the Realm                                 | Impressions Games         | Impressions Games           | Médiéval        |                  | PC                                         |
| 1994  | Master of Magic                                    | Simtex Software           | MicroProse                  | Fantasy         | Jeu 4X           | PC                                         |
| 1994  | Romance of the Three Kingdoms IV                   | Koei                      | Koei                        | Médiéval        | Grande stratégie |                                            |
| 1994  | Space Empires                                      | Aaron Hall                |                             | Science-fiction | Jeu 4X           | PC                                         |
|       |                                                    |                           |                             |                 |                  |                                            |
| 1995  | Ascendancy                                         | The Logic Factory         | Virgin Interactive          | Science-fiction |                  | PC                                         |
| 1995  | Heroes of Might and Magic                          | New World Computing       | New World Computing         | Fantasy         | Jeu 4X           | PC                                         |
| 1995  | Machiavelli the Prince                             | Holistic Design           | MicroProse                  | Historique      |                  | PC                                         |
| 1995  | Space Empires II                                   | Aaron Hall                | Malfador Machinations       | Science-fiction | Jeu 4X           | PC                                         |
| 1995  | Stars!                                             | Jeff Johnson et McBride   | Empire Interactive          | Science-fiction | Jeu 4X           | PC                                         |
|       |                                                    |                           |                             |                 |                  |                                            |
| 1996  | Avalon Hill's Advanced Civilization                | Avalon Hill               | Avalon Hill                 | Historique      |                  | PC                                         |
| 1996  | Birthright: The Gorgon's Alliance                  | Synergistic Software      | Sierra Entertainment        | Fantasy         |                  | PC                                         |
| 1996  | Cavewars                                           | Broken Arrow              | Avalon Hill                 | Fantasy         |                  | PC                                         |
| 1996  | Chaos Overlords                                    | Stick Man Games           | New World Computing         | Science-fiction |                  | PC                                         |
| 1996  | Civilization II                                    | MicroProse                | MicroProse                  | Historique      | Jeu 4X           | PC                                         |
| 1996  | Conquest of the New World                          | Quicksilver Software      | Interplay                   | Historique      |                  | PC                                         |
| 1996  | Deadlock: Planetary Conquest                       | Accolade                  | Accolade                    | Science-fiction |                  | PC — Mac OS                                |
| 1996  | Heroes of Might and Magic II                       | New World Computing       | The 3DO Company             | Fantasy         | Jeu 4X           | PC                                         |
| 1996  | Lords of the Realm II                              | Impressions Games         | Sierra Entertainment        | Médiéval        |                  | PC                                         |
| 1996  | M.A.X.                                             | Interplay                 | Interplay                   | Science-fiction |                  | PC                                         |
| 1996  | Master of Orion II: Battle at Antares              | Simtex Software           | MicroProse                  | Science-fiction | Jeu 4X           | PC — Mac OS                                |
| 1996  | MissionForce: CyberStorm                           | Dynamix                   | Sierra Entertainment        | Science-fiction |                  | PC                                         |
| 1996  | Rise and Rule of Ancient Empires                   | Impressions Games         | Sierra Entertainment        | Historique      |                  | PC                                         |
|       |                                                    |                           |                             |                 |                  |                                            |
| 1997  | Emperor of the Fading Suns                         | Holistic Design           | SegaSoft                    | Science-fiction | Jeu 4X           | PC                                         |
| 1997  | Fallen Haven                                       | MicoMeq                   | Interactive Magic           | Science-fiction |                  | PC                                         |
| 1997  | Heroes of Might and Magic II: The Price of Loyalty | New World Computing       | The 3DO Company             | Fantasy         | Jeu 4X           | PC                                         |
| 1997  | History of the World                               |                           | Avalon Hill                 | Historique      |                  | PC                                         |
| 1997  | Impérialisme                                       | Frog City Software        | Mindscape                   | Historique      |                  | PC                                         |
| 1997  | Le 3e Millénaire                                   | Cryo Interactive          | Cryo Interactive            | Science-fiction |                  | PC                                         |
| 1997  | Lords of Magic                                     | Impressions Games         | Sierra Entertainment        | Fantasy         |                  | PC                                         |
| 1997  | Romance of the Three Kingdoms V                    | Koei                      | Koei                        | Médiéval        | Grande stratégie |                                            |
| 1997  | Space Empires III                                  | Malfador Machinations     | Malfador Machinations       | Science-fiction | Jeu 4X           | PC                                         |
| 1997  | Warlords III: Reign of Heroes                      | Strategic Studies Group   | Strategic Studies Group     | Fantasy         |                  | PC                                         |
|       |                                                    |                           |                             |                 |                  |                                            |
| 1998  | Sid Meier's Alpha Centauri                         | Firaxis Games             | Electronic Arts             | Science-fiction |                  | PC                                         |
| 1998  | Deadlock II: Shrine Wars                           | Cyberlore Studios         | Accolade                    | Science-fiction |                  | PC                                         |
| 1998  | Liberation Day                                     | MicoMeq                   | Interactive Magic           | Science-fiction |                  | PC                                         |
| 1998  | Lords of Magic: Special Edition                    | Impressions Games         | Sierra Entertainment        | Fantasy         |                  | PC                                         |
| 1998  | M.A.X. 2                                           | Interplay                 | Interplay                   | Science-fiction |                  | PC                                         |
| 1998  | Remember Tomorrow                                  | SoftWarWare               | SoftWarWare                 | Science-fiction | Jeu 4X           | PC                                         |
| 1998  | Warlords III: Darklords Rising                     | Strategic Studies Group   | Strategic Studies Group     | Fantasy         |                  | PC                                         |
|       |                                                    |                           |                             |                 |                  |                                            |
| 1999  | Age of Wonders                                     | Triumph Studios           | Take Two Interactive        | Fantasy         | Jeu 4X           | PC                                         |
| 1999  | Alien Crossfire                                    | Firaxis Games             | Electronic Arts             | Science-fiction | Jeu 4X           | PC — Mac OS, Linux                         |
| 1999  | Civilization II: Test of Time                      | MicroProse                | Hasbro Interactive          | Divers          | Jeu 4X           | PC                                         |
| 1999  | Civilization: Call to Power                        | Activision                | Activision                  | Historique      | Jeu 4X           | PC — Mac OS, Linux                         |
| 1999  | Disciples: Sacred Lands                            | Strategy First            | GT Interactive              | Fantasy         |                  | PC                                         |
| 1999  | Heroes of Might and Magic III                      | New World Computing       | The 3DO Company             | Fantasy         | Jeu 4X           | PC                                         |
| 1999  | Heroes of Might and Magic III: Armageddon's Blade  | New World Computing       | The 3DO Company             | Fantasy         | Jeu 4X           | PC                                         |
| 1999  | Imperialism II: Age of Exploration                 | Frog City Software        | Strategic Simulations       | Historique      | Jeu 4X           | PC — Mac OS                                |
| 1999  | Malkari                                            | Interactive Magic         | Interactive Magic           | Science-fiction | Jeu 4X           | PC                                         |
| 1999  | Star Trek: Birth of the Federation                 | MicroProse                | Hasbro Interactive          | Science-fiction | Jeu 4X           | PC                                         |
|       |                                                    |                           |                             |                 |                  |                                            |
| 2000  | Call to Power II                                   | Activision                | Activision                  | Historique      | Jeu 4X           | PC                                         |
| 2000  | Heroes of Might and Magic III: The Shadow of Death | New World Computing       | The 3DO Company             | Fantasy         | Jeu 4X           | PC                                         |
| 2000  | Shogun: Total War                                  | Creative Assembly         | Electronic Arts             | Médiéval        |                  | PC                                         |
| 2000  | Space Empires IV                                   | Malfador Machinations     | Shrapnel Games              | Science-fiction | Jeu 4X           | PC                                         |
|       |                                                    |                           |                             |                 |                  |                                            |
| 2001  | Civilization III                                   | Firaxis Games             | Infogrames                  | Historique      | Jeu 4X           | PC — Mac OS                                |
| 2001  | Etherlords                                         | Nival Interactive         | Strategy First              | Fantasy         |                  | PC                                         |
| 2001  | Merchant Prince II                                 | Holistic Design           | TalonSoft                   | Historique      |                  | PC                                         |
|       |                                                    |                           |                             |                 |                  |                                            |
| 2002  | 1914 : The Great War                               | TriNode                   | JoWooD Productions          | Historique      |                  | PC                                         |
| 2002  | Age of Wonders II: The Wizard's Throne             | Triumph Studios           | Gathering of Developers     | Fantasy         | Jeu 4X           | PC                                         |
| 2002  | Civilization III: Play the World                   | Firaxis Games             | Infogrames                  | Historique      | Jeu 4X           | PC                                         |
| 2002  | Disciples II                                       | Strategy First            | Arxel Tribe                 | Fantasy         |                  | PC                                         |
| 2002  | Dominions: Priests, Prophets and Pretenders        | Illwinter Game Design     | Shrapnel Games              | Fantasy         |                  | PC                                         |
| 2002  | Heroes of Might and Magic IV                       | New World Computing       | The 3DO Company             | Fantasy         | Jeu 4X           | PC — Mac OS                                |
| 2002  | Heroes of Might and Magic IV: The Gathering Storm  | New World Computing       | The 3DO Company             | Fantasy         | Jeu 4X           | PC                                         |
| 2002  | Legion                                             | Paradox Entertainment     | Strategy First              | Antiquité       |                  | PC                                         |
| 2002  | Medieval: Total War                                | Creative Assembly         | Activision                  | Médiéval        |                  | PC                                         |
|       |                                                    |                           |                             |                 |                  |                                            |
| 2003  | Age of Wonders: Shadow Magic                       | Triumph Studios           | Gathering of Developers     | Fantasy         |                  | PC                                         |
| 2003  | Civilization III: Conquests                        | Firaxis Games             | Atari                       | Historique      | Jeu 4X           | PC                                         |
| 2003  | Dominions 2: The Ascension Wars                    | Illwinter Game Design     | Shrapnel Games              | Fantasy         |                  | PC                                         |
| 2003  | Etherlords II                                      | Nival Interactive         | Strategy First              | Fantasy         |                  | PC                                         |
| 2003  | Galactic Civilizations                             | Stardock                  | Strategy First              | Science-fiction | Jeu 4X           | PC                                         |
| 2003  | Heroes of Might and Magic IV: Winds of War         | The 3DO Company           | New World Computing         | Fantasy         | Jeu 4X           | PC                                         |
| 2003  | Massive Assault                                    | Wargaming.net             | Matrix Games                | Science-fiction |                  | PC — Mac OS                                |
| 2003  | Master of Orion III                                | Quicksilver Software      | Infogrames                  | Science-fiction | Jeu 4X           | PC — Mac OS                                |
| 2003  | Medieval: Total War - Viking Invasion              | Creative Assembly         | Activision                  | Médiéval        |                  | PC                                         |
| 2003  | Warlords IV: Heroes of Etheria                     | Infinite Interactive      | Ubisoft                     | Fantasy         |                  | PC                                         |
|       |                                                    |                           |                             |                 |                  |                                            |
| 2004  | Anacreon: Imperial Conquest in the Far Future      | George Moromisato         | Thinking Machine            | Science-fiction |                  | PC                                         |
| 2004  | Aurora 4x                                          | Steve Walmsley            |                             | Science-fiction | Jeu 4X           | PC                                         |
| 2004  | Galactic Civilizations: Altarian Prophecy          | Stardock                  | Strategy First              | Science-fiction | Jeu 4X           | PC                                         |
| 2004  | Massive Assault Network                            | Wargaming.net             | Wargaming.net               | Science-fiction |                  | PC                                         |
| 2004  | Rome: Total War                                    | Creative Assembly         | Activision                  | Antiquité       |                  | PC                                         |
|       |                                                    |                           |                             |                 |                  |                                            |
| 2005  | Civilization IV                                    | Firaxis Games             | 2K Games                    | Historique      | Jeu 4X           | PC — Mac OS                                |
| 2005  | Domination                                         | Wargaming.net             | DreamCatcher                | Science-fiction |                  | PC                                         |
| 2005  | Imperial Glory                                     | Pyro Studios              | Eidos Interactive           | Historique      |                  | PC — Mac OS                                |
| 2005  | Rome: Total War - Barbarian Invasion               | Creative Assembly         | Activision                  | Antiquité       |                  | PC                                         |
|       |                                                    |                           |                             |                 |                  |                                            |
| 2006  | Age of Empires: The Age of Kings                   | Backbone Entertainment    | Majesco Entertainment       | Historique      |                  | Nintendo DS                                |
| 2006  | C-evo                                              | Steffen Gerlach           |                             | Historique      | Jeu 4X           | PC                                         |
| 2006  | Civilization IV: Warlords                          | Firaxis Games             | 2K Games                    | Historique      | Jeu 4X           | PC — Mac OS                                |
| 2006  | Dominions 3: The Awakening                         | Illwinter Game Design     | Shrapnel Games              | Fantasy         |                  | PC                                         |
| 2006  | Galactic Civilizations II: Dread Lords             | Stardock                  | Strategy First              | Science-fiction | Jeu 4X           | PC                                         |
| 2006  | Heroes of Might and Magic V                        | Nival Interactive         | Ubisoft                     | Fantasy         | Jeu 4X           | PC                                         |
| 2006  | Heroes of Might and Magic V: Hammers of Fate       | Nival Interactive         | Ubisoft                     | Fantasy         | Jeu 4X           | PC                                         |
| 2006  | Massive Assault Network 2                          | Wargaming.net             | Wargaming.net               | Science-fiction |                  | PC                                         |
| 2006  | Medieval II: Total War                             | Creative Assembly         | Sega                        | Médiéval        |                  | PC                                         |
| 2006  | Space Empires V                                    | Malfador Machinations     | Strategy First              | Science-fiction | Jeu 4X           | PC                                         |
|       |                                                    |                           |                             |                 |                  |                                            |
| 2007  | Civilization IV: Beyond the Sword                  | Firaxis Games             | 2K Games                    | Historique      | Jeu 4X           | PC                                         |
| 2007  | Fantasy Wars                                       | Ino-Co                    | 1C Company                  | Fantasy         |                  | PC                                         |
| 2007  | Galactic Civilizations II: Dark Avatar             | Stardock                  | Strategy First              | Science-fiction | Jeu 4X           | PC                                         |
| 2007  | Heroes of Might and Magic V: Tribes of the East    | Nival Interactive         | Ubisoft                     | Fantasy         | Jeu 4X           | PC                                         |
| 2007  | Lost Empire                                        | Pollux Gamelabs           | Paradox Interactive         | Science-fiction | Jeu 4X           | PC                                         |
| 2007  | Medieval II: Total War Kingdoms                    | Creative Assembly         | Sega                        | Médiéval        |                  | PC                                         |
|       |                                                    |                           |                             |                 |                  |                                            |
| 2008  | Age of Empires: Mythologies                        | Griptonite Games          | THQ                         | Antiquité       |                  | Nintendo DS                                |
| 2008  | Civilization Revolution                            | Firaxis Games             | 2K Games                    | Historique      |                  | PS3, Xbox 360, Nintendo DS, iOS            |
| 2008  | Civilization IV: Colonization                      | Firaxis Games             | 2K Games                    | Historique      | Jeu 4X           | PC — Mac OS                                |
| 2008  | Galactic Civilizations II: Twilight of the Arnor   | Stardock                  | Strategy First              | Science-fiction | Jeu 4X           | PC                                         |
| 2008  | Lost Empire: Immortals                             | Pollux Gamelabs           | Paradox Interactive         | Science-fiction | Jeu 4X           | PC                                         |
|       |                                                    |                           |                             |                 |                  |                                            |
| 2009  | Empire: Total War                                  | Creative Assembly         | Sega                        | Historique      |                  | PC                                         |
|       |                                                    |                           |                             |                 |                  |                                            |
| 2010  | Armada 2526                                        |                           | Matrix Games                | Science-fiction | Jeu 4X           | PC                                         |
| 2010  | Civilization V                                     | Firaxis Games             | 2K Games                    | Historique      | Jeu 4X           | PC                                         |
| 2010  | Disciples III                                      | .dat                      | Kalypso Media               | Fantasy         |                  | PC                                         |
| 2010  | Elemental: War of Magic                            | Stardock                  | Stardock                    | Fantasy         | Jeu 4X           | PC                                         |
| 2010  | Elven Legacy                                       | Ino-Co                    | Paradox Interactive         | Fantasy         |                  | PC                                         |
| 2010  | Empire: Total War                                  | Creative Assembly         | Sega                        | Historique      |                  | PC                                         |
|       |                                                    |                           |                             |                 |                  |                                            |
| 2011  | Might and Magic: Heroes VI                         | Black Hole Entertainment  | Ubisoft                     | Fantasy         | Jeu 4X           | PC                                         |
| 2011  | Total War: Shogun 2                                | Creative Assembly         | Sega                        | Médiéval        |                  | PC                                         |
|       |                                                    |                           |                             |                 |                  |                                            |
| 2012  | Elemental: Fallen Enchantress                      | Stardock                  | Stardock                    | Fantasy         | Jeu 4X           | PC                                         |
| 2012  | Endless Space                                      | Amplitude Studios         | Amplitude Studios           | Science-fiction | Jeu 4X           | PC                                         |
| 2012  | Legends of Pegasus                                 | Novacore Studio           | Kalypso Media               | Science-fiction | Jeu 4X           | PC                                         |
|       |                                                    |                           |                             |                 |                  |                                            |
| 2013  | Dominions 4: Thrones of Ascension                  | Illwinter Game Design     | Shrapnel Games              | Fantasy         |                  | PC                                         |
| 2013  | Total War: Rome 2                                  | Creative Assembly         | Sega                        | Antiquité       |                  | PC                                         |
|       |                                                    |                           |                             |                 |                  |                                            |
| 2014  | Age of Wonders III                                 | Triumph Studios           | Triumph Studios             | Fantasy         | Jeu 4X           | PC                                         |
| 2014  | Civilization: Beyond Earth                         | Firaxis Games             | 2K Games                    | Science-fiction | Jeu 4X           | PC                                         |
| 2014  | Civilization Revolution 2                          | Firaxis Games             | 2K Games                    | Historique      |                  | PlayStation Vita, iOS, Android             |
| 2014  | Endless Legend                                     | Amplitude Studios         | Amplitude Studios           | Science-fiction | Jeu 4X           | PC                                         |
|       |                                                    |                           |                             |                 |                  |                                            |
| 2015  | Might and Magic: Heroes VII                        | Limbic Entertainment      | Ubisoft                     | Fantasy         | Jeu 4X           | PC                                         |
| 2015  | Total War: Attila                                  | Creative Assembly         | Sega                        | Antiquité       |                  | PC                                         |
|       |                                                    |                           |                             |                 |                  |                                            |
| 2016  | Civilization VI                                    | Firaxis Games             | 2K Games                    | Historique      | Jeu 4X           | PC                                         |
| 2016  | Total War: Warhammer                               | Creative Assembly         | Sega                        | Fantasy         |                  | PC                                         |
|       |                                                    |                           |                             |                 |                  |                                            |
| 2017  | Endless Space 2                                    | Amplitude Studios         | Sega                        | Science-fiction | Jeu 4X           | PC                                         |
| 2017  | Total War: Warhammer 2                             | Creative Assembly         | Sega                        | Fantasy         |                  | PC                                         |
|       |                                                    |                           |                             |                 |                  |                                            |
| 2019  | Total War: Three Kingdoms                          | Creative Assembly         | Sega                        | Antiquité       |                  | PC                                         |
|       |                                                    |                           |                             |                 |                  |                                            |
| 2020  | Humankind                                          | Amplitude Studios         | Sega                        | Historique      | Jeu 4X           | PC                                         |
|       |                                                    |                           |                             |                 |                  |                                            |
| 2022  | Total War: Warhammer 3                             | Creative Assembly         | Sega                        | Fantasy         |                  | PC                                         |